# Trun GR
| GR ist das Kürzel für den Kanton Graubünden in der Schweiz. Es wird verwendet, um Verwechslungen mit anderen Einträgen des Namens Trun zu vermeiden. |

Trun ([tʀʊnː]ⓘ, deutsch und bis 1943 offiziell Truns) ist eine politische Gemeinde im Schweizer Kanton Graubünden. Sie gehört zur Region Surselva.

## Geographie
Die Gemeinde liegt in der Cadi in der Surselva auf der linken Seite des Vorderrheins. Mit Ausnahme des Ortsteils Zignau / Ringgenberg (879 m) mit den Fraktionen Vricla und Chilgieri und dem Weiler Lumneins auf der rechten Rheinseite liegen alle grösseren Siedlungen nördlich (links) des Flusses. Höchste Gipfel sind der Cavistrau (3251 m) im nördlichen, der Piz Nadels (2789 m) und der Piz Miezdi (2741 m) im südlichen Teil der Gemeinde. Nordwestlichster Punkt der Gemeinde ist der Piz Urlaun, nordöstlichster Punkt der Bifertenstock, im Romanischen Pèz Durschin genannt. Zwischen diesen beiden Eckpunkten liegt eine Gebirgskette, die gleichzeitig Kantonsgrenze zum Kanton Glarus ist.
Die grössten Siedlungen nördlich des Vorderrheins sind (von Ost nach West) Tiraun, Darvella, Flutginas, wo die berühmten Gebrüder Zarli und Alois Carigiet wohnten, das Dorf Trun, Pustget, Gravas und Campliun im Talboden sowie Schlans, Cartatscha, Caltgadira, Bardigliun und Cumadé am Hang. Dazu kommen zahlreiche Gehöfte und Einzelsiedlungen.
Tiefstgelegener Punkt der Gemeinde ist der Rhein bei Flantuosch auf einer Höhe von 811 m, höchstgelegener Punkt der Bifertenstock (3417 m). Vom gesamten Gemeindegebiet von über 51 km² sind 1744 ha (= 40 %) Gebirge und 1463 ha (= 34 %) bewaldet. Von den 1015 ha landwirtschaftlichen Bodens werden 625 ha als Maiensässen bewirtschaftet. Die übrigen 81 ha sind Siedlungsfläche.
Nachbargemeinden sind Sumvitg, Glarus Süd im Kanton Glarus, Breil/Brigels und Obersaxen Mundaun.

## Geschichte

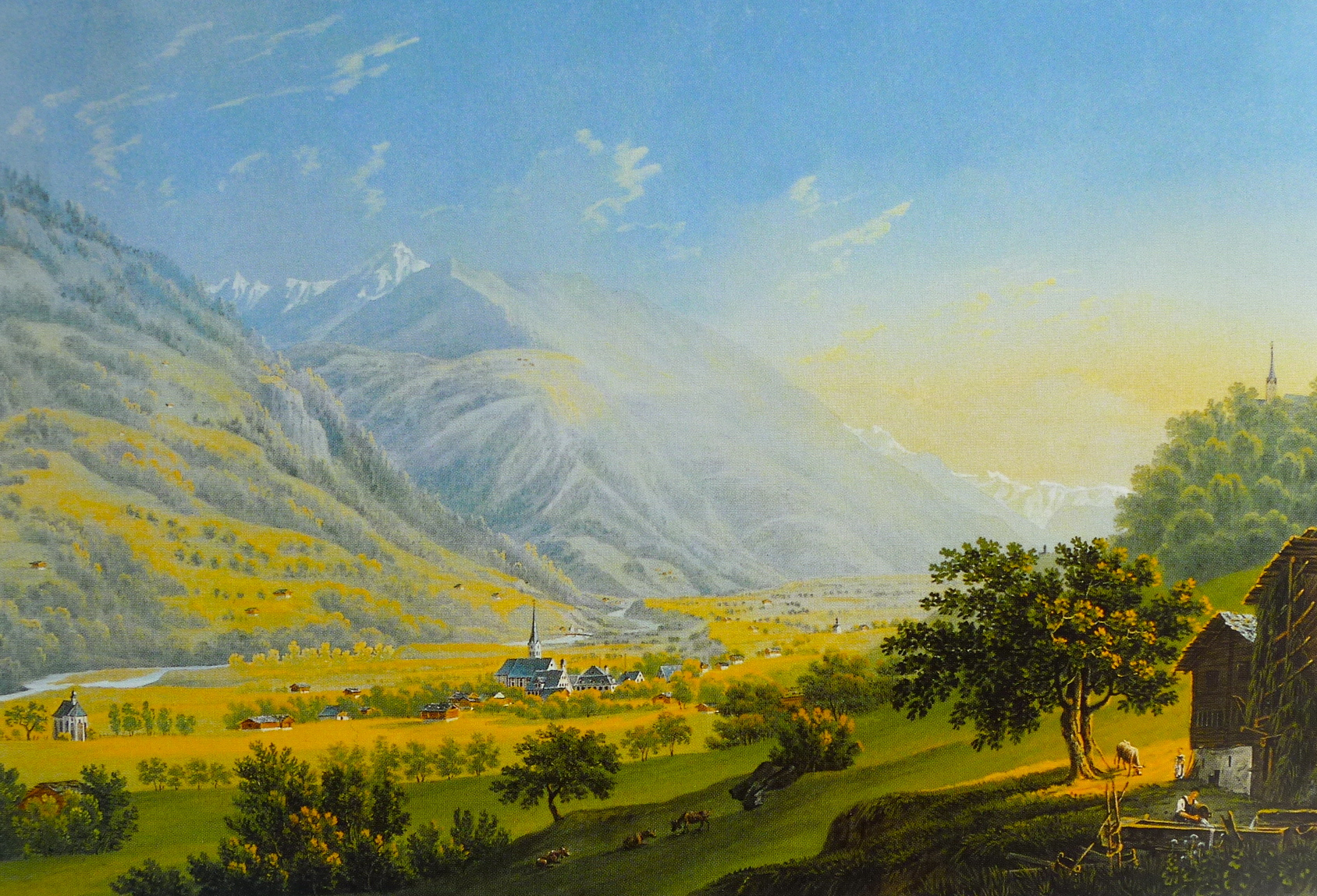
Trun im Jahr 1818. Gemälde von Johann Ludwig Bleuler

Luftbild von Werner Friedli (1957)

Truns Geschichte geht bis in die Bronzezeit zurück: In Caltgeras, nördlich der Strasse von Trun nach Darvella, ist bei der Bachverbauung eine Siedlung aus der Zeit um 1200 v. Chr. nachgewiesen. Auf der rechten Rheinseite bei Grepault entdeckte Walo Burkart 1931 bei Zignau eine Siedlung aus der Hallstattzeit und ein frühmittelalterliches Kirchenkastell. Einige Mauern sind noch heute sichtbar. Die Siedlungskontinuität bezeugen eine frühmittelalterliche Wehrmauer am selben Ort und eine Saalkirche aus dem 6. oder 7. Jahrhundert. Die Besiedlung der Region um Trun war spätestens im Frühmittelalter abgeschlossen.
Der Name Trun erscheint im Testament von Tello, der im Jahr 765 der Abtei Disentis Güter vermacht. Vermutlich leitet sich der Ortsname vom Bachnamen Taurontum ab, vermutlich dem heutigen Bach Ferrera, welcher durch das Dorf fliesst. Die Ferrera ihrerseits erhielt den Namen in der Zeit, als Eisen (italienisch ferro) aus dem Gestein der Südostflanke des Pez Ner (deutsch «Schwarzer Gipfel») in der Val Punteglias gewonnen wurde. Die Ferrera entspringt auf etwa 2345 m Höhe vom Gletscher Glatscher da Punteglias und mündet südlich von Darvella etwa 300 Meter östlich der Ortstafel in den Vorderrhein.
Vom Mittelalter an bildete Trun als Nachbarschaft der Cadi in dessen Gericht zusammen mit Sumvitg den vierten Hof. Die Klosterburgen Cartatscha ob Trun, Friberg an der Strasse nach Schlans, Ringgenberg und Phiesel grenzten den Staat des Klosters Disentis östlich gegen die Herrschaft Waltensburg bzw. Jörgenberg ab. Die Burgen sind zu Ruinen zerfallen.
765 wird ein Presbyter Sylvanus in Trun erwähnt, 1272 das auf die fränkische Zeit weisende Martinspatrozinium. Die Kollatur lag bis 1631 bei der Abtei Disentis. Eine Filialkirche stand in Zignau. 1663/1664 wurde die heute noch bedeutende Wallfahrtskirche Maria Licht in Acladira gebaut. Das Benefiziat steht in einem Weiler nordwestlich oberhalb Trun.

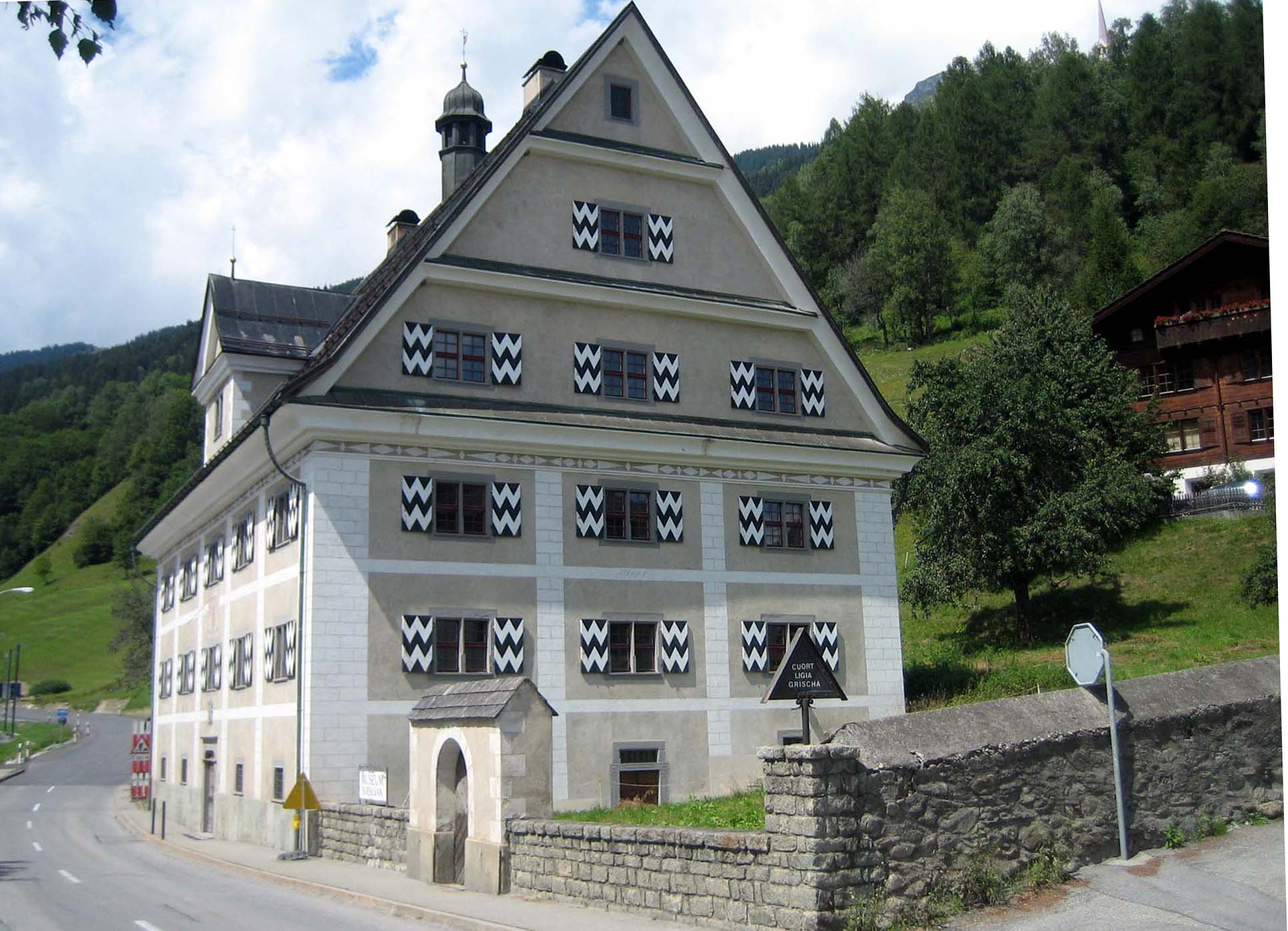
Cuort Ligia Grischa

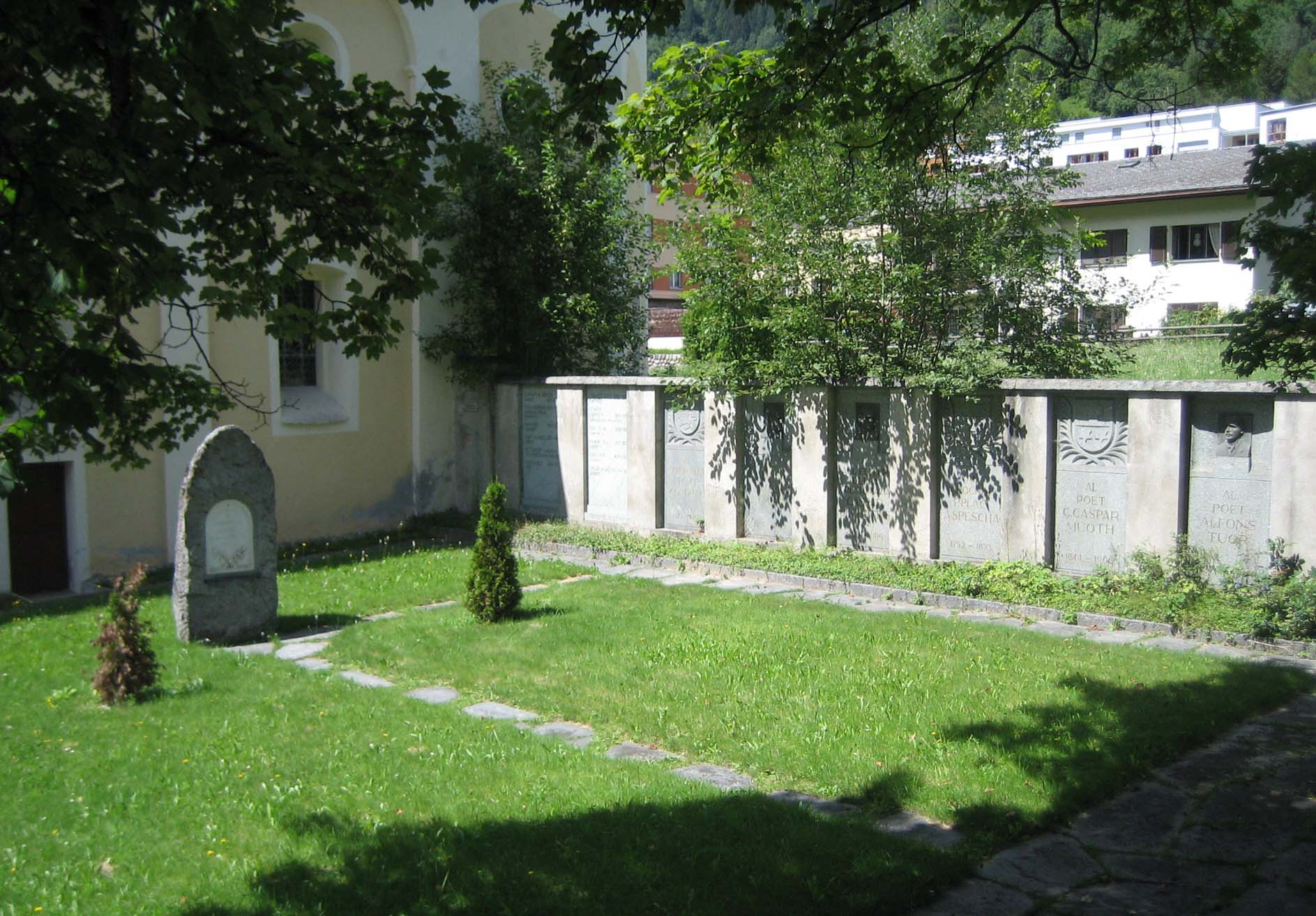
Ehrenhof des grauen Bundes

Trun war 1424 Gründungsort des Grauen Bundes, bis 1798 dessen Gerichts- und bis 1814 dessen Tagungsort (Jörgentag). Neben der erwähnten Kapelle Caplutta Sontga Onna liegt seit 1701 ein Ehrenhof des Grauen Bundes. Im ehemaligen Klosterhof La Cuort, in dem von 1428 an der Bundestag des Grauen Bundes abgehalten wurde, ist heute das Museum Sursilvan untergebracht. Unter anderem ist im damaligen Sitzungssaal des Grauen Bundes ein Teil des alten Stammes des Ahorns ausgestellt, unter dem der Graue Bund 1424 gegründet wurde, sowie einige Kunstwerke des Kunstmalers Alois Carigiet. Die 1500 erwähnte Kapelle St. Anna wurde 1701 um eine Vorhalle mit historischen Gedenkbildern erweitert. Bei der St. Annakapelle befindet sich der Curtin d'honur (Ehrengarten) für herausragende Persönlichkeiten aus dem Gebiet des ehemaligen Grauen Bundes. 1739 kaufte Trun den Klosterzehnten aus. Vom 16. bis Mitte des 19. Jahrhunderts wurden Silber auf der Alp Nadels sowie Eisen- und Kupfererz auf der Alp Punteglias abgebaut.
Während der Helvetik war Trun Hauptort des Distrikts Rheinquellen und Sitz der Präfektur des Kantons Rhätien. 1851 wurde es Sitz des Bezirksgerichts Vorderrhein. Bis 1912 beherbergte es eine wichtige Pferdepoststation. In Trun lag auch das älteste und grösste Industrieunternehmen der Surselva: Die 1863 errichtete Schafwollspinnerei und Weberei ging 1868 wieder ein. Auf sie folgte 1875 eine Papierfabrik und 1912 die Tuchfabrik Truns AG. Die Marke «Truns» der Fabrica da ponn (Tuchfabrik) war ab 1912 in der ganzen Schweiz präsent, und die Trunser Hose war das Markenzeichen «jedes echten Bündners». Zu seiner Blütezeit erstellte das Unternehmen 1960/61 einen Fabrikneubau und beschäftigte 800 Mitarbeiter. 1993 ging der Firma das Geld aus. 100 Arbeitsplätze konnten durch einen Neuanfang mit einer Bürgschaft der Gemeinde erhalten werden. Im Jahr 1999 befand sich das Unternehmen wieder in der Krise und führte Kurzarbeit ein – «das vierte oder fünfte Mal in 30 Jahren». Ein Jahr zuvor war die unrentable Produktion von Uniformen aufgegeben worden. Zwei Jahre darauf schloss die Fabrik endgültig ihre Tore.
Die Industrie und der Anschluss an die Rhätische Bahn 1912 bewirkten einen grossen Innovations- und Bevölkerungsschub. Fabrikarbeit und Bauhandwerk wurden dominant, während die Anzahl der Bauernbetriebe stetig zurückging. Seit dem 19. Jahrhundert verzeichnet Trun einen bescheidenen Bildungstourismus und seit den 1960er Jahren profitiert es von den nahe gelegenen Wintersportzentren der Surselva. 1966 wurde das Armenhaus von 1889 durch ein Altersheim ersetzt, 1977 das Behindertenheim Casa Depuoz errichtet. Mit dem Wasser des Ferreras wird seit Juli 1999 durch das Kraftwerk Ferrera elektrische Energie gewonnen, mittlere Jahreserzeugung 18 Mio. kWh. Das Gefälle von der Fassung zum Kraftwerk beträgt 771 Meter.
Am 1. Januar 2012 fusionierte die Gemeinde Trun mit der Nachbargemeinde Schlans.

## Wappen
| Wappen von Trun GR | Blasonierung: «In Silber (Weiss) ein bewurzelter Ahorn mit schwarzem Stamm und fünf grünen Blättern»                                                                                     |
| Wappen von Trun GR | Bei der St. Anna-Kapelle steht der Ahorn von Trun, der im Wappen dargestellt wird. Er verweist auf die Entstehungsgeschichte des Oberen oder Grauen Bundes und den Bundesbrief von 1424. |

## Bevölkerung
| Bevölkerungsentwicklung | Bevölkerungsentwicklung | Bevölkerungsentwicklung | Bevölkerungsentwicklung | Bevölkerungsentwicklung | Bevölkerungsentwicklung | Bevölkerungsentwicklung | Bevölkerungsentwicklung | Bevölkerungsentwicklung | Bevölkerungsentwicklung |
| ----------------------- | ----------------------- | ----------------------- | ----------------------- | ----------------------- | ----------------------- | ----------------------- | ----------------------- | ----------------------- | ----------------------- |
| Jahr                    | 1850                    | 1900                    | 1950                    | 2000                    | 2005                    | 2010                    | 2012                    | 2014                    | 2020                    |
| Einwohner               | 1047                    | 974                     | 1598                    | 1322                    | 1267                    | 1234                    | 1221                    | 1205                    | 1161                    |

Amts- und Schulsprache ist das rätoromanische Idiom Sursilvan. Bei der Volkszählung 2000 nannten als Hauptsprache: 79 % Romanisch, 15 % Deutsch. Von den Ende 2005 1267 Bewohnern waren 1211 (= 95 %) Schweizer Staatsangehörige.

## Sehenswürdigkeiten

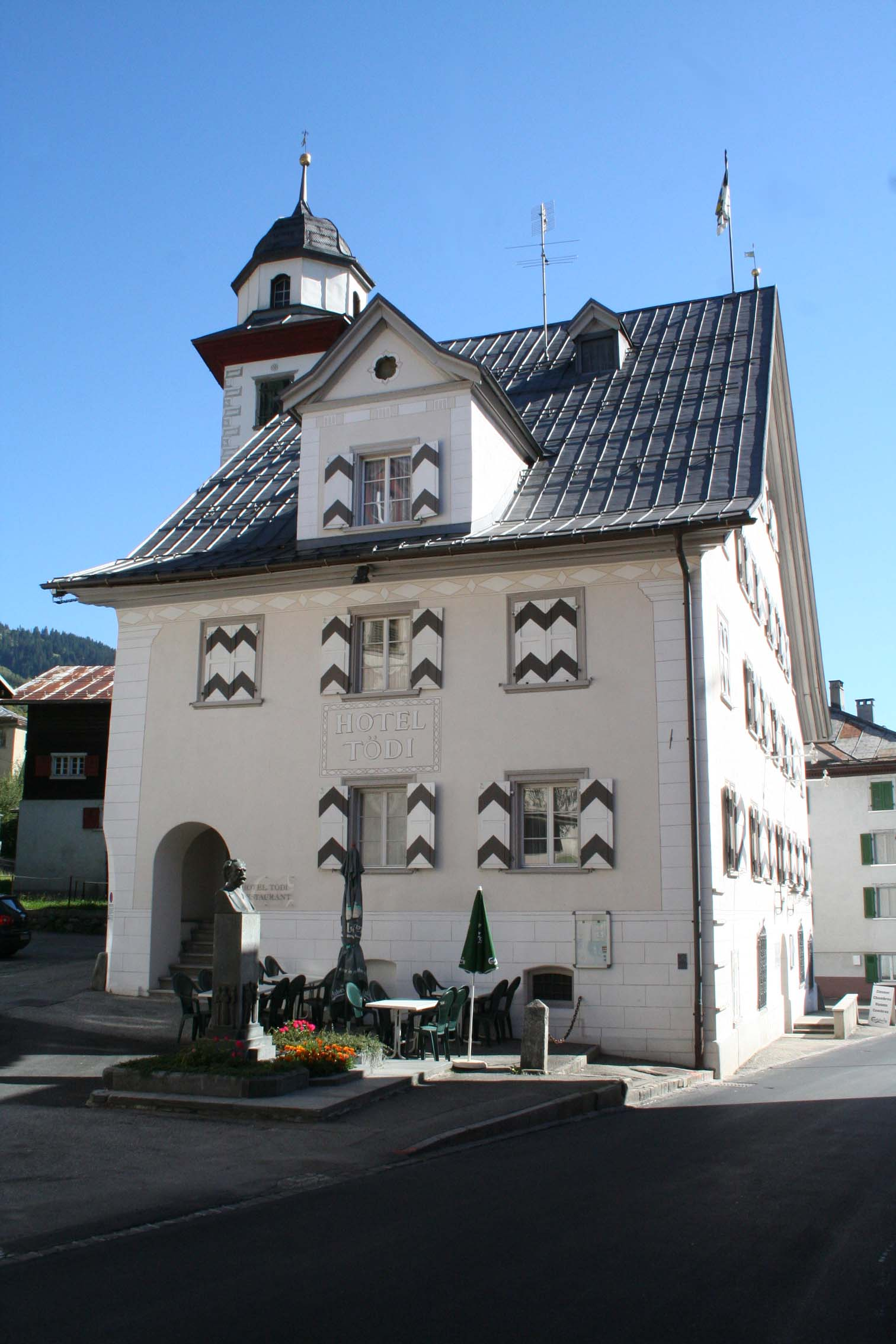
Hotel Tödi im Dorfzentrum

- katholische Pfarrkirche Sankt Martin[11]
- Caplutta Sontga Onna
- Ahorn von Trun
- Burgruinen Cartatscha oberhalb Trun und Ringgenberg in Zignau. Von der Burg Friberg hat sich praktisch nichts mehr erhalten.
- Wallfahrtskirche Maria Licht (Nossadunna della Glisch)
- Cuort Ligia Grischa mit dem „Museum Sursilvan“
- Katholische Pfarrkirche Sankt Georg in Schlans[12]
- Kapelle Sankta Catharina in Campliun[13]
- Caplutta Sogn Giusep (Kapelle St. Josef) in Darvella, mit Wandmalereien aus dem 17. Jh.
- begehbare Skulptur OGNA des einheimischen Künstlers Matias Spescha
- Skulpturenweg «Senda d’art»

Auf dem Gemeindegebiet von Trun liegen die Ruinen der Burgen Cartatscha, Burg Friberg und Ringgenberg (Zignau).
Im Westen des Dorfes steht die «Casa Carigiet», die 1769 durch den Landammann Jakob Casanova erbaut worden war. Am 19. Februar 2019 zerstörte ein Brand grosse Teile des Dachgeschosses und darunterliegende Elemente. Nach einem Besitzerwechsel soll das Haus wiederinstandgesetzt und als Museum der Öffentlichkeit zugänglich gemacht werden.

## Bilder

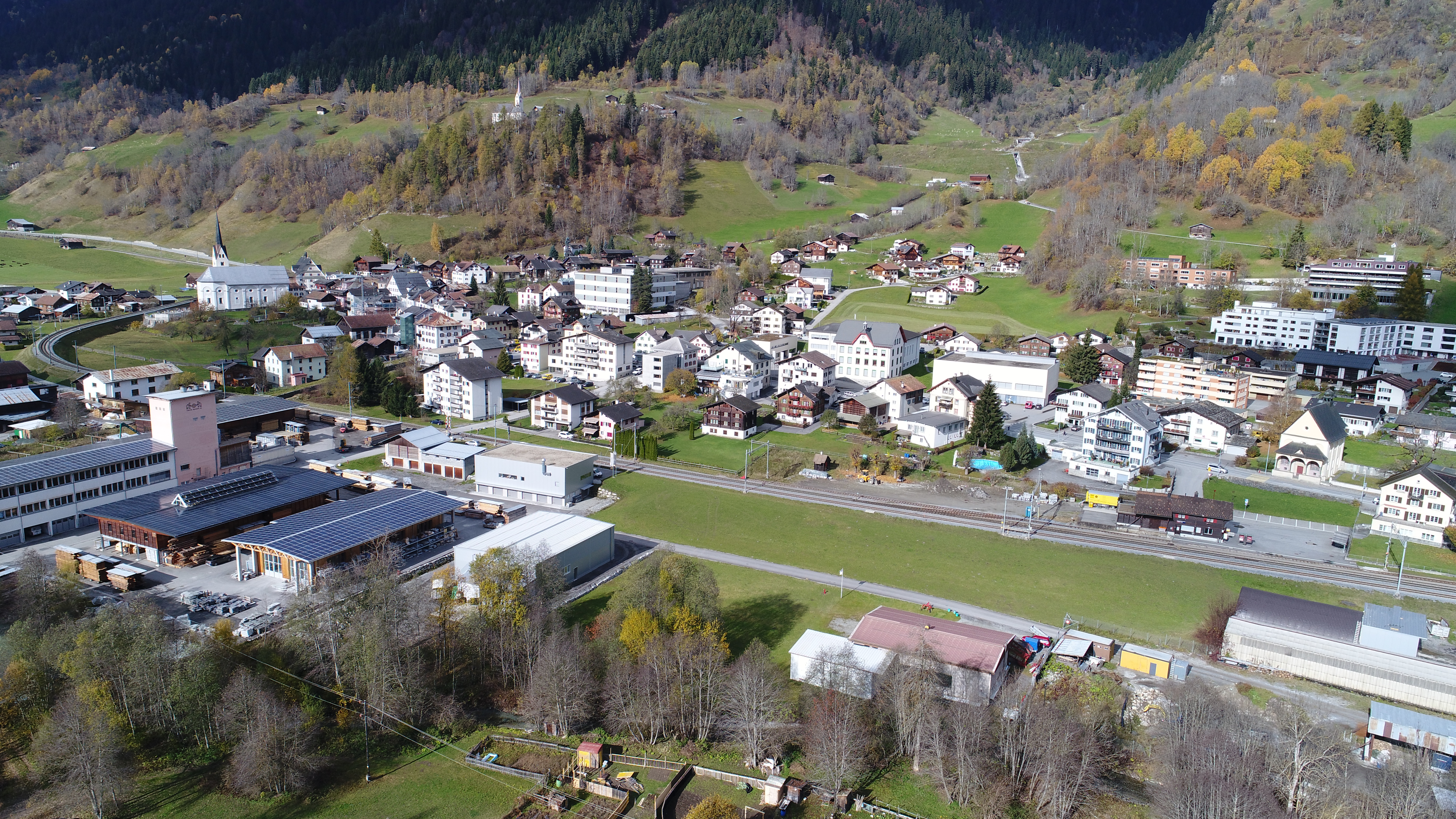
Luftansicht
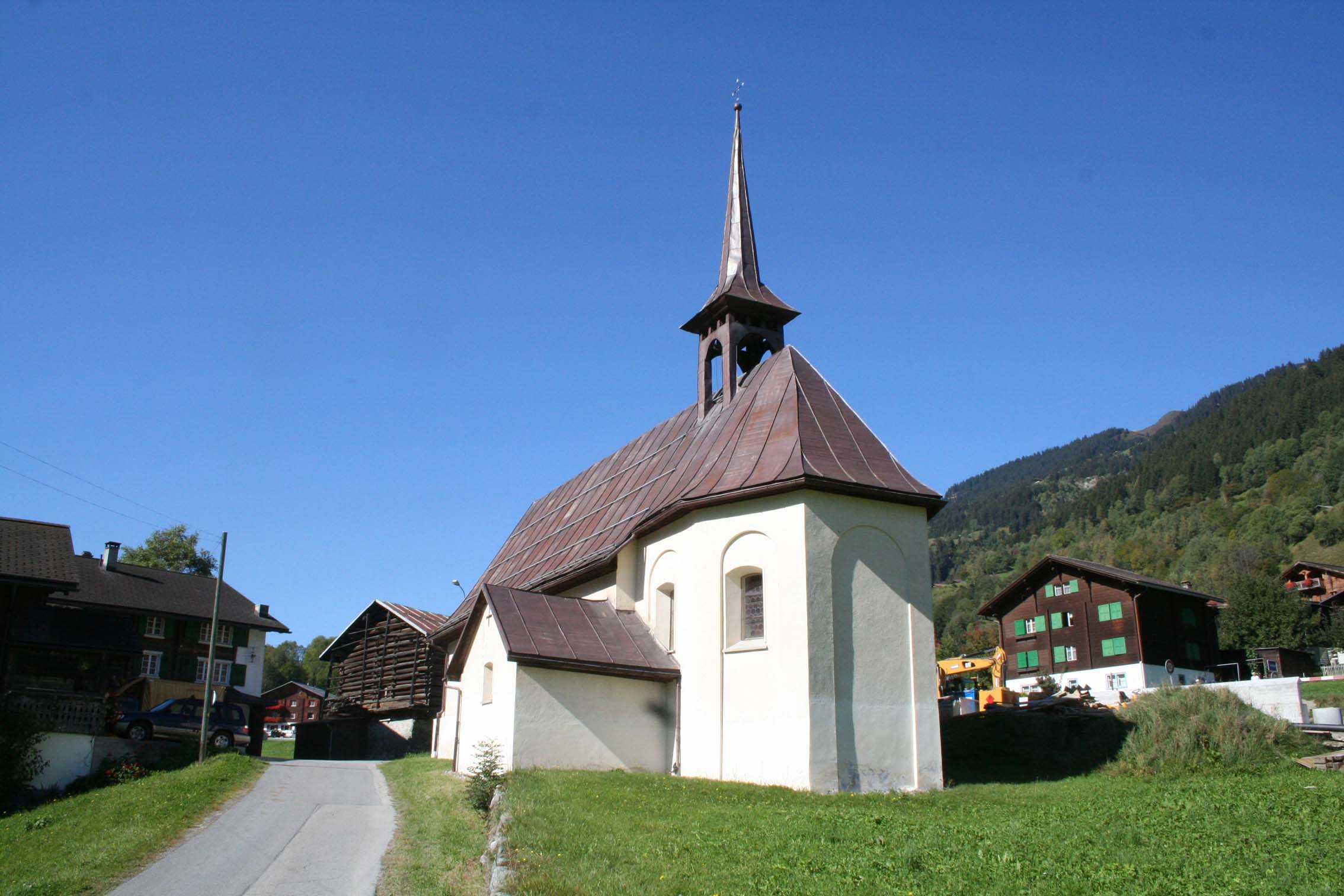
Kapelle S. Catrina in Campliun
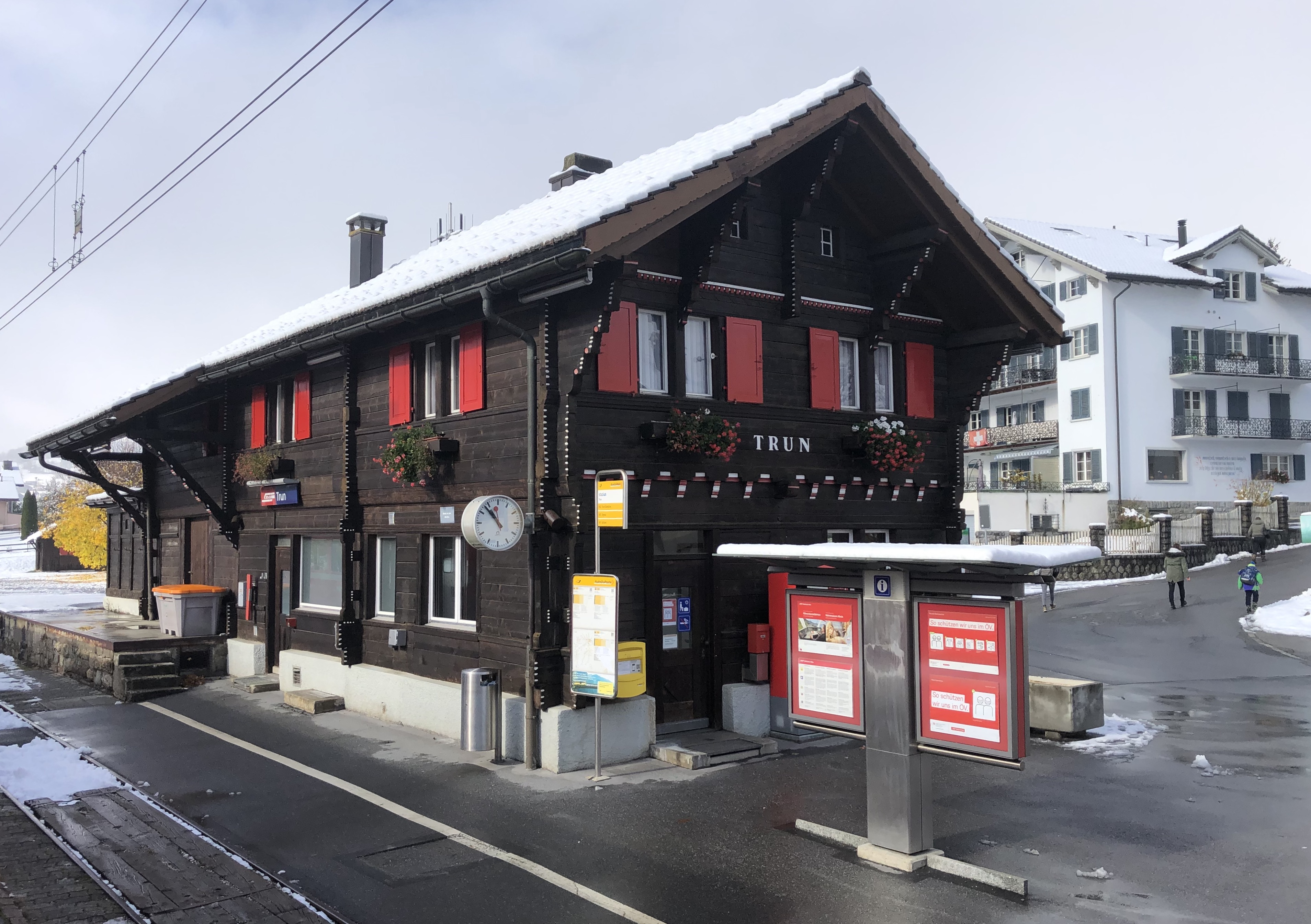
Bahnhof Trun

## Persönlichkeiten und Geschlechter
- Alois Carigiet (1902–1985), Maler, Gebrauchsgrafiker und Kinderbuchillustrator (in Trun geboren und gestorben)
- Zarli Carigiet (1907–1981), Kabarettist und Schauspieler (in Trun geboren)
- Caspar Decurtins (1855–1916), Politiker (in Trun geboren und gestorben)
- Vitus Huonder (1942–2024), römisch-katholischer Bischof von Chur (in Trun geboren)
- Toni Livers (* 1983), Skilangläufer (in Trun aufgewachsen)
- Anita Mazzetta (* 1963), Politikerin (Grüne)
- Giusep Nay (* 1942), Bundesrichter
- Manuel Reichenbach (* 1976), Koch und Geschäftsführer (in Trun geboren)
- Hendri Spescha (1928–1982), Autor und Politiker
- Placidus a Spescha (1752–1833), Mönch, Bergsteiger, Schriftsteller und Naturforscher (in Trun geboren, aufgewachsen und gestorben)
- Matias Spescha (1925–2008), Künstler
- Carli Tomaschett (* 1958), Romanist und Chefredaktor des Dicziunari Rumantsch Grischun

Bedeutendes Geschlecht in Trun ist das der Demund.